# Regio-Tour 2008
Die Regio-Tour 2008 (offiziell Rothaus Regio Tour) war ein Etappenrennen im Straßenradsport, das über fünf Etappen durch die deutschen Bundesländer Baden-Württemberg und Bayern sowie zum Teil durch Frankreich führte. Es war die 24. Austragung der Regio-Tour. Die Regio-Tour 2008 fand vom 20. bis 24. August statt. Sieger wurde Björn Schröder aus Deutschland. Es war die letzte Austragung der Regio-Tour.

## Teilnehmer
Am Start waren 114 Radrennfahrer aus 19 Radsportteams mit jeweils sechs Fahrern. Darunter waren mit den Teams Milram, Gerolsteiner und Rabobank drei Teams, die der damals höchsten UCI-Kategorie ProTour Team angehörten. Der Bund Deutscher Radfahrer hatte eine Nationalmannschaft der Kategorie U23 nominiert.

## Strecke
Die Rundfahrt führte über 691,5 Kilometer. Es gab keinen Ruhetag. Das Rennen gehörte zur Kategorie 2.1 des Rennkalenders der Union Cycliste International (UCI).

## Etappen
| Etappe | Start – Ziel                | Länge (km) | Sieger           | Mannschaft          | Zeit (h)  |
| ------ | --------------------------- | ---------- | ---------------- | ------------------- | --------- |
| 1      | Schliengen – Bad Bellingen  | 155,5      | Manuel Vázquez   | Contentpolis-AMPO   | 3:43:58 h |
| 2      | Lutterbach – Soultz         | 181        | Dominic Klemme   | Team 3C Gruppe      | 3:50:56 h |
| 3      | Schopfheim – Wehr           | 174        | Robert Retschke  | Team Mapei Heizomat | 4:23:38 h |
| 4      | Gundelfingen – Gundelfingen | 14         | Grischa Niermann | Rabobank            | 0:17:59 h |
| 5      | Teningen – Vogtsburg        | 167        | Markus Fothen    | Gerolsteiner        | 4:06:06 h |

## Endergebnisse
|     | Fahrer         | Mannschaft          | Zeit (h)    |
| 01. | Björn Schröder | Team Milram         | 16:21:41 h  |
| 02. | Markus Fothen  | Gerolsteiner        | + 0:04 Min. |
| 03. | Manuel Vázquez | Contentpolis Murcia | + 0:11 Min. |
| 04. | Andrej Kunizki | Acqua & Sapone      | + 0:18 Min. |
| 05. | Sergej Fuchs   | 3C - Gruppe         | + 0:24 Min. |
| 06. | Paul Martens   | Rabobank            | + 0:24 Min. |
| 0 … |                |                     |             |

|     | Mannschaft     |  |
| 01. | Rabobank       |  |
| 02. | Gerolsteiner   |  |
| 03. | Team 3C Gruppe |  |